# 't Woudt
 (juillet 2018).
Si vous disposez d'ouvrages ou d'articles de référence ou si vous connaissez des sites web de qualité traitant du thème abordé ici, merci de compléter l'article en donnant les références utiles à sa vérifiabilité et en les liant à la section « Notes et références ».
Pour les articles homonymes, voir 't Woud.
't Woudt est un village situé dans la commune néerlandaise de Midden-Delfland, dans la province de la Hollande-Méridionale. Le 1er janvier 2006, le village comptait 36 habitants.

## Histoire
De 1812 à 1817, 't Woudt est une commune indépendante. Elle regroupe alors plusieurs hameaux, polders et fermes isolées. La commune de 't Woud n'existe que durant cinq ans. La commune est créée le 1er janvier 1812 par la fusion des communes de Groeneveld, de Hoog en Woud Harnasch et d'une partie de Hof van Delft. Cinq ans après, la commune est dissoute et les trois communes constituantes sont rétablies.